# Hohenzollernplatz (Berlins tunnelbana)
Hohenzollernplatz är en kulturminnesskyddad tunnelbanestation som ingår i Berlins tunnelbana och som ligger under gatan Hohenzollerndamm i västra Berlin. Stationen trafikeras av linje U3 och invigdes 1913. I närheten av stationen ligger Kirche am Hohenzollernplatz (Kyrkan vid Hohenzollernplatz). 

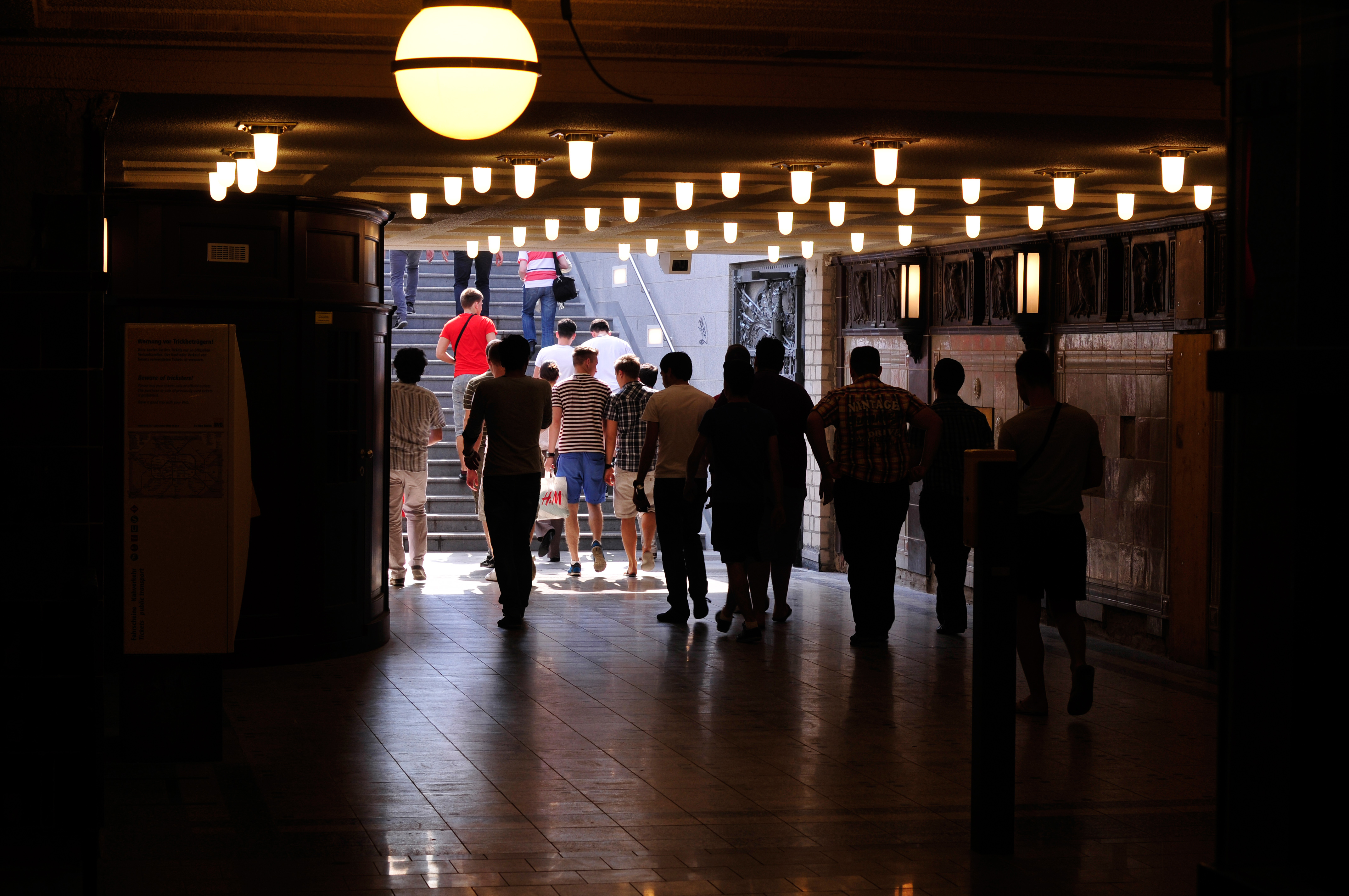
En av utgångarna
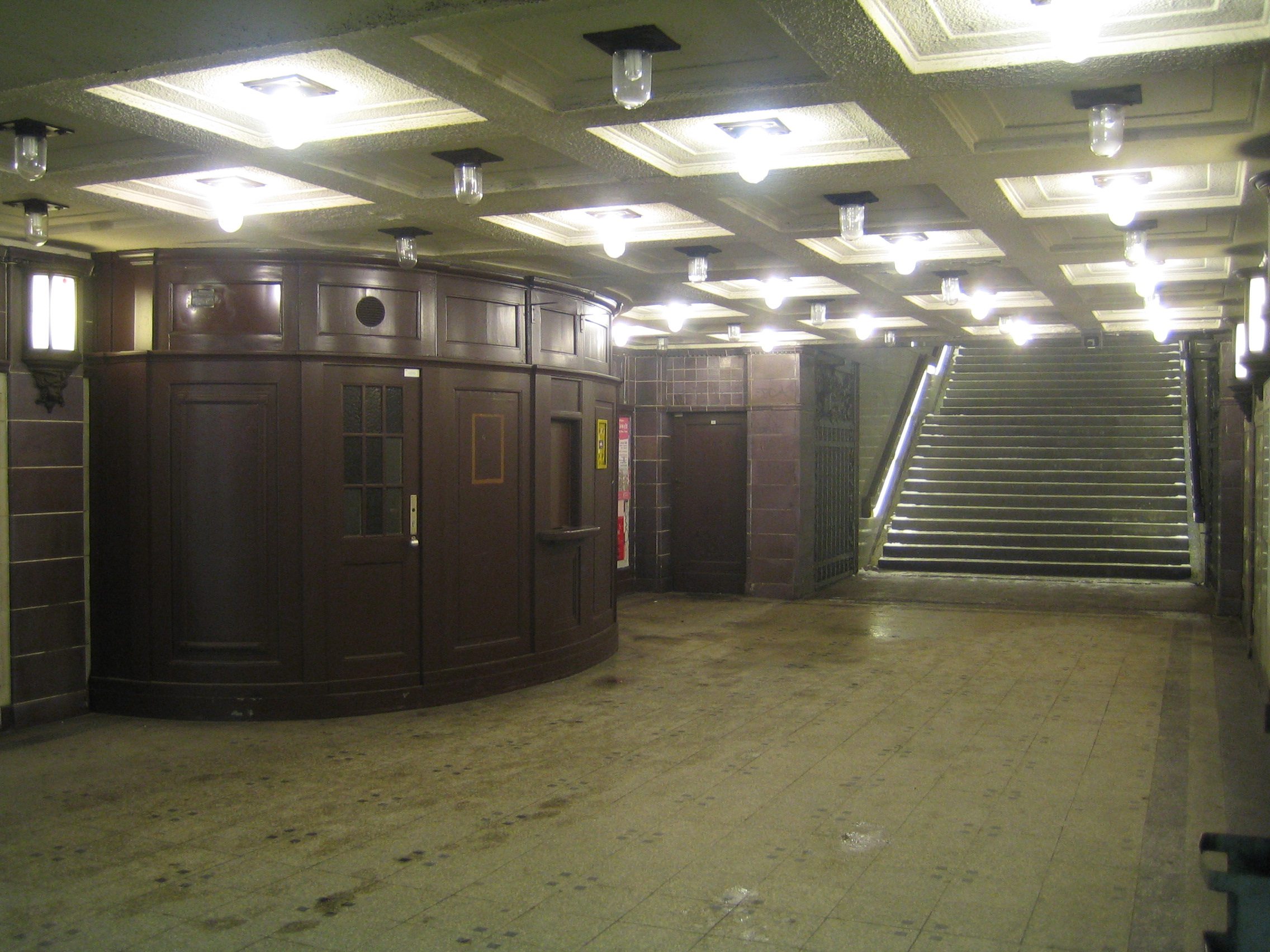
Utgång
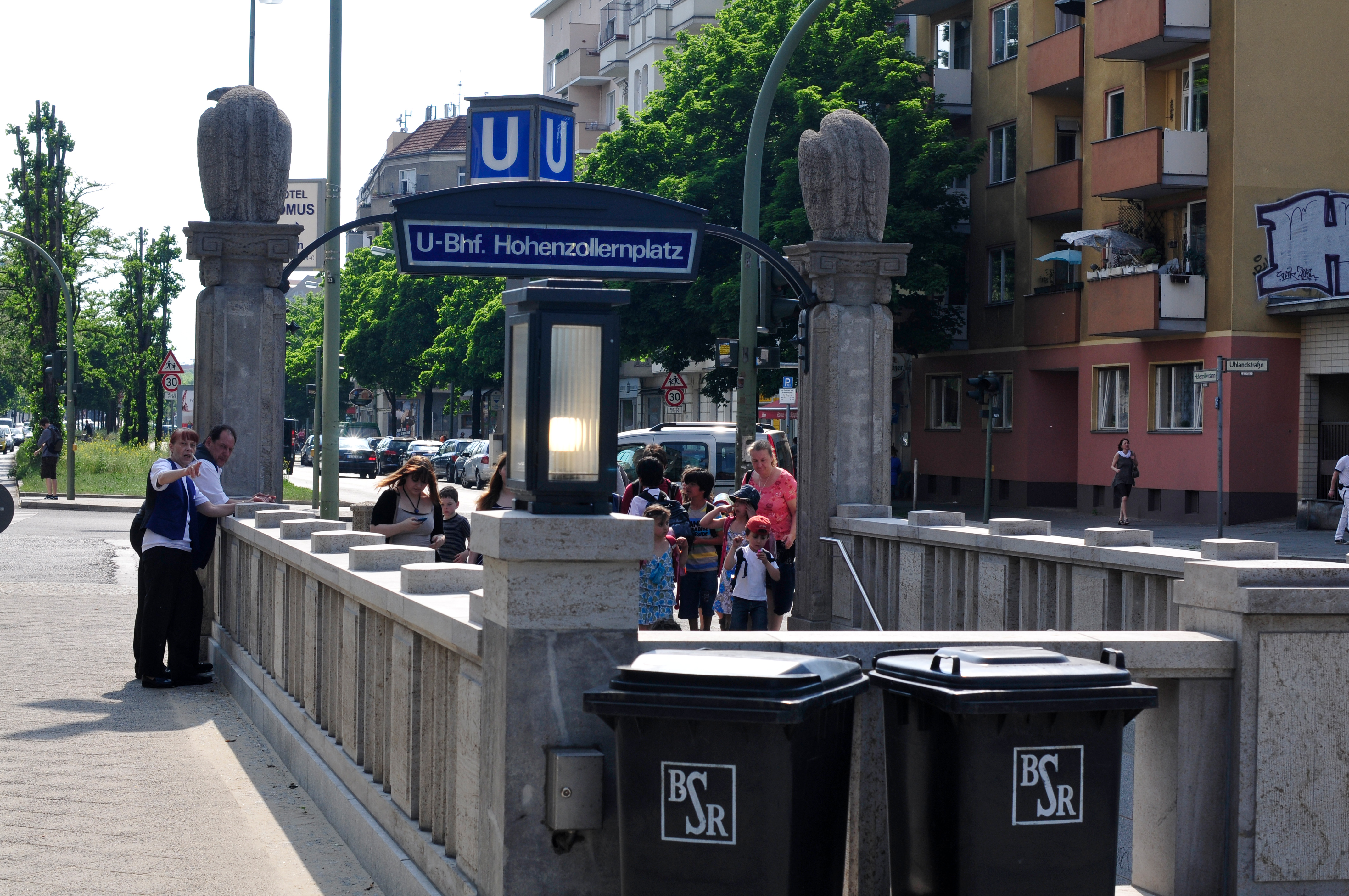
Entré i gatuplan

## Weblänkar
- Wikimedia Commons har media som rör U-Bahnhof Hohenzollernplatz.
- Umgebungsplan des Bahnhofs (PDF, 35 kB)
- Ausführliche Darstellung des U-Bahnhofs Hohenzollernplatz, inklusive Bahnhofsbildern